# DY Большого Пса
DY Большого Пса (лат. DY Canis Majoris) — одиночная переменная звезда в созвездии Большого Пса на расстоянии приблизительно 1290 световых лет (около 395 парсеков) от Солнца. Видимая звёздная величина звезды — от +10,5m до +9,3m.

## Характеристики
DY Большого Пса — красная пульсирующая медленная неправильная переменная звезда (LB) спектрального класса M7.